# باشگاه ورزشی الکویت
باشگاه الکویت (به عربی:نادی الکویت) یک باشگاه فوتبال از کویت است که در شهر کویت قرار دارد.
این باشگاه ۱۵ بار به مقام قهرمانی در لیگ برتر کویت رسیده است. باشگاه الکویت در سال ۱۹۶۰ میلادی بنیانگذاری شده است.
الکویت همچنین سابقهٔ قهرمانی در مسابقات جام امیر کویت،(۱۰قهرمانی) جام ولیعهد کویت،(۵قهرمانی) جام فدراسیون کویت، سوپر جام کویت (۴قهرمانی) جام الخرافی را نیز دارد. این باشگاه در سال‌های ۲۰۰۹ و ۲۰۱۲ و ۲۰۱۳ به مقام قهرمانی و در سال ۲۰۱۱ به مقام نایب قهرمانی مسابقات لیگ قهرمانان آسیا ۲ رسیده است.

## عملکرد در پایین ترین سطح AFC
- لیگ قهرمانان آسیا ۲

۲۰۰۹: قهرمان
۲۰۱۲: قهرمان
۲۰۱۳: قهرمان
۲۰۱۱: نایب قهرمان